# Coulongé
Coulongé és un municipi francès situat al departament del Sarthe i a la regió de País del Loira. L'any 2007 tenia 581 habitants.

## Demografia

### Població
El 2007 la població de fet de Coulongé era de 581 persones. Hi havia 218 famílies de les quals 36 eren unipersonals (28 homes vivint sols i 8 dones vivint soles), 81 parelles sense fills, 81 parelles amb fills i 20 famílies monoparentals amb fills.
La població ha evolucionat segons el següent gràfic:
Habitants censats

### Habitatges
El 2007 hi havia 291 habitatges, 224 eren l'habitatge principal de la família, 54 eren segones residències i 13 estaven desocupats. 286 eren cases i 1 era un apartament. Dels 224 habitatges principals, 181 estaven ocupats pels seus propietaris, 37 estaven llogats i ocupats pels llogaters i 5 estaven cedits a títol gratuït; 2 tenien una cambra, 23 en tenien dues, 41 en tenien tres, 66 en tenien quatre i 91 en tenien cinc o més. 135 habitatges disposaven pel capbaix d'una plaça de pàrquing. A 88 habitatges hi havia un automòbil i a 111 n'hi havia dos o més.

### Piràmide de població
La piràmide de població per edats i sexe el 2009 era:
| Homes | Edats   | Dones |
| ----- | ------- | ----- |
| 0     | 95 o +  | 0     |
| 4     | 90 a 94 | 4     |
| 8     | 85 a 89 | 4     |
| 4     | 80 a 84 | 12    |
| 16    | 75 a 79 | 16    |
| 20    | 70 a 74 | 16    |
| 12    | 65 a 69 | 12    |
| 12    | 60 a 64 | 8     |
| 12    | 55 a 59 | 12    |
| 12    | 50 a 54 | 4     |
| 12    | 45 a 49 | 20    |
| 24    | 40 a 44 | 28    |
| 40    | 35 a 39 | 28    |
| 12    | 30 a 34 | 12    |
| 4     | 25 a 29 | 4     |
| 12    | 20 a 24 | 16    |
| 20    | 15 a 19 | 12    |
| 28    | 10 a 14 | 24    |
| 32    | 5 a 9   | 20    |
| 8     | 0 a 4   | 8     |

## Economia
El 2007 la població en edat de treballar era de 342 persones, 257 eren actives i 85 eren inactives. De les 257 persones actives 228 estaven ocupades (129 homes i 99 dones) i 29 estaven aturades (17 homes i 12 dones). De les 85 persones inactives 32 estaven jubilades, 29 estaven estudiant i 24 estaven classificades com a «altres inactius».

### Ingressos
El 2009 a Coulongé hi havia 224 unitats fiscals que integraven 577 persones, la mediana anual d'ingressos fiscals per persona era de 15.277 €.

### Activitats econòmiques
Dels 9 establiments que hi havia el 2007, 1 era d'una empresa extractiva, 4 d'empreses de construcció, 1 d'una empresa de comerç i reparació d'automòbils, 1 d'una empresa d'hostatgeria i restauració i 2 d'empreses classificades com a «altres activitats de serveis».
Dels 3 establiments de servei als particulars que hi havia el 2009, 2 eren guixaires pintors i 1 perruqueria.
L'any 2000 a Coulongé hi havia 12 explotacions agrícoles que ocupaven un total de 774 hectàrees.

## Equipaments sanitaris i escolars
El 2009 hi havia una escola elemental.

## Poblacions més properes
El següent diagrama mostra les poblacions més properes.